# Sigismund Gelenius
Sigismundus Gelenius, também conhecido em português como Segismundo Gelénio, de seu nome originário Zikmund Hrubý z Jelení (1497 - 13 de abril de 1554), humanista, filólogo e filósofo checo, tradutor de numerosas obras dos clássicos greco-latinos e primeiro editor na Europa de algumas das mais importantes obras literárias dos autores da Grécia e Roma clássicas. Exerceu a maior parte da sua atividade em Basileia.